# Bouchaib El Moubarki
Bouchaib El Moubarki (Casablanca, 12 gennaio 1978) è un allenatore di calcio ed ex calciatore marocchino, di ruolo attaccante.

## Carriera

### Nazionale
Ha partecipato due volte ai Giochi olimpici insieme alla selezione marocchina, la prima volta nel 2000 ai Giochi della XXVII Olimpiade a Sydney, mentre la seconda partecipazione è avvenuta nel 2004 quando partecipò ai Giochi della XXVIII Olimpiade ad Atene.
Nel 2008 ha fatto parte della squadra marocchina che ha partecipato alla Coppa delle nazioni africane 2008, edizione disputata in Ghana.

## Palmarès
- Campionato marocchino: 4

Raja Casablanca: 1999, 2000, 2001, 2011
- Emir of Qatar Cup: 4

Al-Sadd: 2001, 2003
Al-Rayyan: 2004, 2006
- Coppa d'Egitto: 1

Al-Ahly: 2002-2003